# Джафар Панахи
Джафар Панахи (на персийски: جعفر پناهی), роден на 11 юли 1960 г. в Мианех е един от най-влиятелните ирански сценаристи на „Новата вълна“ в иранското кино и неореализма.
Творчеството и талантът на Джафар Панахи са признати от международните филмови теоретици и критици. Сред наградите, които е поучил Джафар Панахи са: Златен Лъв на Филмовия Фестивал във Венеция – 2000 за филма Кръгът; Сребърна мечка на Филмовия Фестивал във Берлин – 2006 за филма „Offside“; Награда на журито за камера Филмовия Фестивал в Кан – 2003 за филма „Пупурно злато“; Златен Леопард на Фестивала в Локарно – 1997 за филма „Огледалото“ и награда Златна Камера на Филмовия Фестивала в Кан през 1995 за филма „Белият Балон“.
Джафар Панахи е учил сценично майсторство в Университета за Кино и телевизия в Техеран. Снимал е филми за телевизията и е бил асистент на сценариста Абас Киаростами във филма Сред маслиновите дръвчета през 1994 г.
Джафар Панахи има забрана да напуска Иран и на 1 февруари 2010 г. е арестуван с жена си, дъщеря им и 15-те гости в дома им. Осъден е на шест години затвор и му е наложена 20‑годишна забрана за режисиране на филми и за напускане на страната.
През 2012 г. е удостоен с Награда „Сахаров“ за свобода на мисълта на Европейския парламент заедно с иранската адвокатка Насрин Сотудех.